# ديفيد ميلر (موسيقي)
ديفيد ميلر (بالإنجليزية: David Miller) هو موسيقي وكاتب أغاني وعازف قيثارة أمريكي، ولد في 7 مارس 1883 في نهر أوهايو في الولايات المتحدة، وتوفي في 1 نوفمبر 1953.

## وصلات خارجية
- دايفيد ميلر على موقع ميوزك برينز (الإنجليزية)
- دايفيد ميلر على موقع ديسكوغز (الإنجليزية)